# Alu-Dala Filla
Il Alu-Dala Filla è un gruppo di vulcani attraversato da fessure eruttive della Dancalia etiope. Alto 613 metri, fa parte della catena di vulcani dell'Erta Ale.
Il Dala Filla è un stratovulcano relativamente scosceso e molto scanalato alto 613 metri. La sua forma è inabituale per la regione e il risultato di colate di lava silicea, che risultano molto più chiare e viscose di quelle basaltiche della regione circostante. Le colate si sviluppano in particolare verso est mentre a ovest sono bloccate da un horst che si allunga sulla cresta dell'Erta Ale. Al momento l'attività del vulcano è limitata a fumarole presenti nel cratere di cento metri di larghezza.
L'Alu è un cono alto 429 metri posto a nord-ovest del Dala Filla formato da un horst ellissoidale costituito da antiche colate basaltiche. Nuove attive fessure si sono aperte tra i due coni vulcanici, esse alimentano delle colate sia basaltiche che silicee che si estendono a nord fino al lago Bakili.